# Plectogyrina
Plectogyrina es un género de foraminífero bentónico normalmente considerado un subgénero de Endothyra, es decir, Endothyra (Plectogyrina), pero aceptado como sinónimo posterior de Endothyra de la subfamilia Endothyrinae, de la familia Endothyridae, de la superfamilia Endothyroidea, del suborden Fusulinina y del orden Fusulinida. Su especie tipo era Endothyra? fomichaensis. Su rango cronoestratigráfico abarcaba desde el Viseense (Carbonífero inferior) hasta el Moscoviense (Carbonífero superior).

## Discusión
Clasificaciones más recientes incluyen Plectogyrina en el suborden Endothyrina, del orden Endothyrida, de la subclase Fusulinana de la clase Fusulinata.

## Clasificación
Plectogyrina incluía a la siguiente especie:
- Plectogyrina affecta †, también considerado como Endothyra (Plectogyrina) affecta †
- Plectogyrina fomichaensis †, también considerado como Endothyra (Plectogyrina) fomichaensis †
- Plectogyrina fontainei †, también considerado como Endothyra (Plectogyrina) fontainei †
- Plectogyrina lenensis †, también considerado como Endothyra (Plectogyrina) lenensis †
- Plectogyrina volubilis †, también considerado como Endothyra (Plectogyrina) volubilis †